# Championnat d'Afrique des nations de football 2020
Navigation
Maroc 2018 Algérie 2022
Le Championnat d'Afrique des nations de football 2020 est la sixième édition du Championnat d'Afrique des nations de football (CHAN), compétition internationale organisée par la Confédération africaine de football (CAF) rassemblant des sélections composées de joueurs évoluant uniquement dans un club de leur pays.
Cette édition devait se disputer initialement en Éthiopie ; elle est ensuite programmée au Cameroun du 4 avril au 25 avril 2020 avant d'être reportée à une date ultérieure en raison de la pandémie de maladie à coronavirus de 2019-2020. Le tournoi est finalement reprogrammé du 16 janvier 2021 au 7 février 2021. La compétition est remportée par le Maroc qui bat en finale le Mali sur le score de 2 buts à 0. La Guinée termine troisième.

## Qualifications
Le tirage au sort des éliminatoires du CHAN 2021 a été effectué le 30 janvier 2019 dans les locaux du siège de la CAF au Caire. Quarante-sept pays se disputeront les 15 tickets de qualification , le  seizième étant réservé au Cameroun pays organisateur. Ces éliminatoires se dérouleront en trois ou deux tours suivant les zones (Nord, Ouest A et B, Centre, Est et Sud).

## Équipes qualifiées
| Zone            | Équipe               | Participation | Meilleure performance en phase finale |
| --------------- | -------------------- | ------------- | ------------------------------------- |
| Zone centrale   | Cameroun (Pays hôte) | 4e            | Quarts de finale                      |
| Zone centrale   | Congo                | 3e            | Quarts de finale                      |
| Zone centrale   | RD Congo             | 5e            | Vainqueur                             |
| Zone Centre-Est | Rwanda               | 4e            | Quarts de finale                      |
| Zone Centre-Est | Tanzanie             | 2e            | Phase de poules                       |
| Zone Centre-Est | Ouganda              | 5e            | Phase de poules                       |
| Zone Ouest A    | Guinée               | 3e            | Troisième                             |
| Zone Ouest A    | Mali                 | 4e            | Finaliste                             |
| Zone Ouest B    | Burkina Faso         | 3e            | Phase de poules                       |
| Zone Ouest B    | Niger                | 3e            | Quarts de finale                      |
| Zone Ouest B    | Togo                 | 1re           | Première participation                |
| Zone Nord       | Maroc                | 4e            | Vainqueur                             |
| Zone Nord       | Libye (Repêchée)     | 4e            | Vainqueur                             |
| Zone Sud        | Namibie              | 2e            | Quarts de finale                      |
| Zone Sud        | Zambie               | 4e            | Troisième                             |
| Zone Sud        | Zimbabwe             | 5e            | Quatrième                             |

## Villes et stades
| [[Fichier:Cameroon map Lambert-AEA administrative with regions-blank.svg\|250px\|{{#if:\|{{{alt}}}\|Les 3 villes hôtes est dans la page Cameroun.]]Yaoundé Limbé Douala Les 3 villes hôtes (Cameroun) |

Le nombre de stades pour la compétition est de 4, répartis en 3 villes. Il s'agit du stade Ahmadou-Ahidjo à Yaoundé, du complexe de Japoma, du stade omnisports de Bepanda à Douala et du stade omnisports de Limbé à Limbé.
| Région    | Ville   | Nom du stade              | Capacité | État          | Groupe |
| --------- | ------- | ------------------------- | -------- | ------------- | ------ |
| Littoral  | Douala  | Stade de Japoma           | 50 000   | nouveau stade | A      |
| Littoral  | Douala  | Stade de la Réunification | 30 000   | Stade rénové  | D      |
| Centre    | Yaoundé | Stade Ahmadou-Ahidjo      | 40 000   | stade rénové  | B      |
| Sud-Ouest | Limbé   | Stade de Limbé            | 20 000   | nouveau stade | C      |

## Compétition

### Groupes

#### Tirage au sort
Le tirage au sort de l'édition 2020 du Championnat d'Afrique des nations de football (CHAN), organisé par le Cameroun, se déroule le 17 février 2020.
Les chapeaux sont les suivants :
| Chapeau 1                                                                                   | Chapeau 2                   | Chapeau 3                          | Chapeau 4                    |
| ------------------------------------------------------------------------------------------- | --------------------------- | ---------------------------------- | ---------------------------- |
| Cameroun (pays organisateur; position A1) Maroc (tenant du titre; position C1) Libye Zambie | RD Congo Guinée Mali Rwanda | Ouganda Congo Namibie Burkina Faso | Zimbabwe Niger Togo Tanzanie |

Voici la liste des groupes à la suite du tirage au sort.
| Groupe A                            | Groupe B                   | Groupe C                  | Groupe D                       |
| ----------------------------------- | -------------------------- | ------------------------- | ------------------------------ |
| Cameroun Mali Burkina Faso Zimbabwe | Libye RD Congo Congo Niger | Maroc Rwanda Ouganda Togo | Zambie Guinée Namibie Tanzanie |

#### Règlement
- En cas d’égalité de points entre deux équipes ou plus, au terme des matches de groupe, les équipes sont départagées selon les critères successifs suivants:
- le plus grand nombre de points obtenus lors des rencontres entre les équipes en question
- la meilleure différence de buts lors des rencontres entre les équipes en question
- le plus grand nombre de buts marqués dans les matchs de groupe entre les équipes concernées
- la différence de buts sur l’ensemble des parties disputées dans le groupe
- le plus grand nombre de buts marqués sur l’ensemble des matches du groupe
- le classement fair-play
- un tirage au sort effectué par la CAF

#### Groupe A
| Rang | Équipe       | Pts | J | G | N | P | Bp | Bc | Diff |
| ---- | ------------ | --- | - | - | - | - | -- | -- | ---- |
| 1    | Mali         | 7   | 3 | 2 | 1 | 0 | 3  | 1  | +2   |
| 2    | Cameroun     | 5   | 3 | 1 | 2 | 0 | 2  | 1  | +1   |
| 3    | Burkina Faso | 4   | 3 | 1 | 1 | 1 | 3  | 2  | +1   |
| 4    | Zimbabwe     | 0   | 3 | 0 | 0 | 3 | 1  | 5  | -4   |

     Équipe qualifiée ou victorieuse; Pts = points; J = joués; G = gagnés; N = nuls; P = perdus;

Bp = buts pour; Bc = buts contre; Diff = différence de buts
| 1re journée                   | Cameroun                     | 1 - 0   | Zimbabwe | Stade Ahmadou-Ahidjo, Yaoundé         |                                       |
| 16 janvier 2021 17 h 00 UTC+1 | ( Y. N'Djeng) S.C. Banga 72e | (0 - 0) |          | Arbitrage : Jean-Jacques Ndala Ngambo | Arbitrage : Jean-Jacques Ndala Ngambo |

| 16 janvier 2021 | Mali                         | 1 - 0   | Burkina Faso | Stade Ahmadou-Ahidjo, Yaoundé |                            |
| 20 h 00 UTC+1   | ( I. Samaké) S. Bagayoko 70e | (0 - 0) |              | Arbitrage : Mohamed Marouf    | Arbitrage : Mohamed Marouf |

| 2e journée                    | Cameroun                  | 1 - 1   | Mali          | Stade Ahmadou-Ahidjo, Yaoundé         |                                       |
| 20 janvier 2021 17 h 00 UTC+1 | ( A. Mfede) S.C. Banga 6e | (1 - 1) | 12e I. Samaké | Arbitrage : Pacifique Ndabihawenimana | Arbitrage : Pacifique Ndabihawenimana |

| 20 janvier 2021 | Burkina Faso                                          | 3 - 1   | Zimbabwe                    | Stade Ahmadou-Ahidjo, Yaoundé |                              |
| 20 h 00 UTC+1   | I. Sosso 14e · C. Kiendrébéogo 53e · I. Ouédraogo 67e | (1 - 1) | 23e P. Jaure (T. Jaravani ) | Arbitrage : Mahmoud El Banna  | Arbitrage : Mahmoud El Banna |

| 3e journée                    | Burkina Faso | 0 - 0   | Cameroun | Stade Ahmadou-Ahidjo, Yaoundé |                         |
| 24 janvier 2021 20 h 00 UTC+1 |              | (0 - 0) |          | Arbitrage : Sadok Selmi       | Arbitrage : Sadok Selmi |

| 24 janvier 2021 | Zimbabwe | 0 - 1   | Mali                      | Complexe multisports de Japoma, Douala |                          |
| 20 h 00 UTC+1   |          | (0 - 1) | 11e D. Diallo (M. Ballo ) | Arbitrage : Beida Damane               | Arbitrage : Beida Damane |

#### Groupe B
| Rang | Équipe   | Pts | J | G | N | P | Bp | Bc | Diff |
| ---- | -------- | --- | - | - | - | - | -- | -- | ---- |
| 1    | RD Congo | 7   | 3 | 2 | 1 | 0 | 4  | 2  | +2   |
| 2    | Congo    | 4   | 3 | 1 | 1 | 1 | 2  | 2  | 0    |
| 3    | Niger    | 2   | 3 | 0 | 2 | 1 | 2  | 3  | -1   |
| 4    | Libye    | 2   | 3 | 0 | 2 | 1 | 1  | 2  | -1   |

     Équipe qualifiée ou victorieuse; Pts = points; J = joués; G = gagnés; N = nuls; P = perdus;

Bp = buts pour; Bc = buts contre; Diff = différence de buts
| 1re journée                   | Libye | 0 - 0   | Niger | Complexe multisports de Japoma, Douala |                           |
| 17 janvier 2021 17 h 00 UTC+1 |       | (0 - 0) |       | Arbitrage : Daniel Laryea              | Arbitrage : Daniel Laryea |

| 17 janvier 2021 | RD Congo                    | 1 - 0   | Congo | Complexe multisports de Japoma, Douala |                           |
| 20 h 00 UTC+1   | ( M. Lilepo) C. Ushindi 47e | (0 - 0) |       | Arbitrage : Samir Guezzaz              | Arbitrage : Samir Guezzaz |

| 2e journée                    | Libye                         | 1 - 1   | RD Congo                     | Complexe multisports de Japoma, Douala |                           |
| 21 janvier 2021 17 h 00 UTC+1 | ( R. Al Shadi) M. Al-Mehdi 6e | (1 - 0) | 90+4e A. Masasi (W. Likuta ) | Arbitrage : Boubou Traoré              | Arbitrage : Boubou Traoré |

| 21 janvier 2021 | Congo                         | 1 - 1   | Niger                | Complexe multisports de Japoma, Douala |                                 |
| 20 h 00 UTC+1   | ( H.Binguila) M. Mouandza 35e | (1 - 0) | 70e (pen.) M. Moussa | Arbitrage : Peter Waweru Kamaku        | Arbitrage : Peter Waweru Kamaku |

| 3e journée                    | Congo                            | 1 - 0   | Libye | Complexe multisports de Japoma, Douala |                         |
| 25 janvier 2021 20 h 00 UTC+1 | ( C. Massanga) G. Ngouonimba 50e | (0 - 0) |       | Arbitrage : Sidi Alioum                | Arbitrage : Sidi Alioum |

| 25 janvier 2021 | Niger                       | 1 - 2   | RD Congo                                                 | Stade Ahmadou-Ahidjo, Yaoundé |                              |
| 20 h 00 UTC+1   | ( A. Harouna) M. Moussa 73e | (0 - 1) | 27e K. Kabangu (J. Beya ) · 90+1e A. Masasi (I. Fasika ) | Arbitrage : Lahlou Benbraham  | Arbitrage : Lahlou Benbraham |

#### Groupe C
| Rang | Équipe  | Pts | J | G | N | P | Bp | Bc | Diff |
| ---- | ------- | --- | - | - | - | - | -- | -- | ---- |
| 1    | Maroc   | 7   | 3 | 2 | 1 | 0 | 6  | 2  | +4   |
| 2    | Rwanda  | 5   | 3 | 1 | 2 | 0 | 3  | 2  | +1   |
| 3    | Togo    | 3   | 3 | 1 | 0 | 2 | 4  | 5  | -1   |
| 4    | Ouganda | 1   | 3 | 0 | 1 | 2 | 3  | 11 | -8   |

     Équipe qualifiée ou victorieuse; Pts = points; J = joués; G = gagnés; N = nuls; P = perdus;

Bp = buts pour; Bc = buts contre; Diff = différence de buts
| 1re journée                   | Maroc                 | 1 - 0   | Togo | Stade de la Réunification, Douala |                                   |
| 18 janvier 2021 17 h 00 UTC+1 | Y. Jabrane 27e (pen.) | (1 - 0) |      | Arbitrage : Andofetra Rakotojaona | Arbitrage : Andofetra Rakotojaona |

| 18 janvier 2021 | Rwanda | 0 - 0   | Ouganda | Stade de la Réunification, Douala |                          |
| 20 h 00 UTC+1   |        | (0 - 0) |         | Arbitrage : Beida Dahane          | Arbitrage : Beida Dahane |

| 2e journée                    | Maroc | 0 - 0   | Rwanda | Stade de la Réunification, Douala |                             |
| 22 janvier 2021 17 h 00 UTC+1 |       | (0 - 0) |        | Arbitrage : Ahmad Heeralall       | Arbitrage : Ahmad Heeralall |

| 22 janvier 2021 | Ouganda                     | 1 - 2   | Togo                                         | Stade de la Réunification, Douala |                              |
| 20 h 00 UTC+1   | ( S. Kagimu) S. Kyeyune 51e | (0 - 0) | 48e (csc) P. Mbowa · 57e R. Nane (A. Agoro ) | Arbitrage : Georges Gatogato      | Arbitrage : Georges Gatogato |

| 3e journée                    | Ouganda                                                 | 2 - 5   | Maroc | Stade de la Réunification, Douala |                           |
| 26 janvier 2021 20 h 00 UTC+1 | ( B. Aheebwa) I. Orit 25e · ( S. Kagimu) S. Kyeyune 84e | (1 - 1) | 45+4e (pen.) A. El Kaabi · 51e S. Rahimi (A. Ennafati ) · 71e H. El Moussaoui · 80e S. Rahimi (A. El Kaabi ) · 90+2e (csc) C. Lukwago | Arbitrage : Boubou Traoré         | Arbitrage : Boubou Traoré |

| 26 janvier 2021 | Togo                                                           | 2 - 3   | Rwanda                                                                                                  | Stade de Limbé, Limbé                   |                                         |
| 20 h 00 UTC+1   | ( S. Tchatakora ) Y. Nane 38e · ( I. Ouro-Agoro ) B. Akoro 58e | (1 - 1) | 45+1e O. Niyonzima (E. Bayisenge ) · 60e J. Tuyisenge (F. Omborenga ) · 66e E. Suriga (M. Twizerimana ) | Arbitrage : Mohamed Maarouf Eid Mansour | Arbitrage : Mohamed Maarouf Eid Mansour |

#### Groupe D
| Rang | Équipe   | Pts | J | G | N | P | Bp | Bc | Diff |
| ---- | -------- | --- | - | - | - | - | -- | -- | ---- |
| 1    | Guinée   | 5   | 3 | 1 | 2 | 0 | 6  | 3  | +3   |
| 2    | Zambie   | 5   | 3 | 1 | 2 | 0 | 3  | 1  | +2   |
| 3    | Tanzanie | 4   | 3 | 1 | 1 | 1 | 3  | 4  | -1   |
| 4    | Namibie  | 1   | 3 | 0 | 1 | 2 | 0  | 4  | -4   |

     Équipe qualifiée ou victorieuse; Pts = points; J = joués; G = gagnés; N = nuls; P = perdus;

Bp = buts pour; Bc = buts contre; Diff = différence de buts
| 1re journée                   | Zambie                                                | 2 - 0   | Tanzanie | Stade de Limbé, Limbé        |                              |
| 19 janvier 2021 17 h 00 UTC+1 | C. Sikombe 64e (pen.) · ( C. Sikombe ) E. Chabula 81e | (0 - 0) |          | Arbitrage : Lahlou Benbraham | Arbitrage : Lahlou Benbraham |

| 19 janvier 2021 | Guinée                                                                   | 3 - 0   | Namibie | Stade de Limbé, Limbé           |                                 |
| 20 h 00 UTC+1   | Y. Barry 13e · ( M. Kante) M.Sylla 45+2e · ( Ismaël Camara) Y. Barry 86e | (2 - 0) |         | Arbitrage : Jean Claude Ishimwe | Arbitrage : Jean Claude Ishimwe |

| 2e journée                    | Zambie                         | 1 - 1   | Guinée                               | Stade de Limbé, Limbé   |                         |
| 23 janvier 2021 17 h 00 UTC+1 | ( Z. Chilongoshi) S. Sautu 87e | (0 - 0) | 58e V. Kantabadouno (Ismaël Camara ) | Arbitrage : Adil Zourak | Arbitrage : Adil Zourak |

| 23 janvier 2021 | Namibie | 0 - 1   | Tanzanie     | Stade de Limbé, Limbé     |                           |
| 20 h 00 UTC+1   |         | (0 - 0) | 65e F. Mussa | Arbitrage : Lidya Tafesse | Arbitrage : Lidya Tafesse |

| 3e journée                    | Namibie | 0 - 0   | Zambie | Stade de Limbé, Limbé             |                                   |
| 27 janvier 2021 20 h 00 UTC+1 |         | (0 - 0) |        | Arbitrage : Andofetra Rakotojaona | Arbitrage : Andofetra Rakotojaona |

| 27 janvier 2021 | Tanzanie                                     | 2 - 2   | Guinée                                                  | Stade de la Réunification, Douala |                              |
| 20 h 00 UTC+1   | B. Majogoro 23e · ( F. Mussa) E. Manyama 69e | (1 - 1) | 4e (pen.) Y. Barry · 82e V. Kantabadouno (M. Bangoura ) | Arbitrage : Georges Gatogato      | Arbitrage : Georges Gatogato |

### Phase finale
|  | Quarts de finale | Quarts de finale | Quarts de finale | Quarts de finale |          |          | Demi-finales | Demi-finales | Demi-finales                  | Demi-finales                  |                               |                               | Finale | Finale | Finale | Finale |
|  |                  |                  |                  |                  |          |          |              |              |                               |                               |                               |                               |        |        |        |        |
|  |                  |                  |                  |                  |          |          |              |              |                               |                               |                               |                               |        |        |        |        |
|  |                  |                  |                  |                  |          |          |              |              |                               |                               |                               |                               |        |        |        |        |
|  | Mali             | Mali             | 0 (5)            | 0 (5)            |          |          |              |              |                               |                               |                               |                               |        |        |        |        |
|  | Mali             | Mali             | 0 (5)            | 0 (5)            |          |          |              |              |                               |                               |                               |                               |        |        |        |        |
|  | Congo            | Congo            | 0 (4)            | 0 (4)            |          |          |              |              |                               |                               |                               |                               |        |        |        |        |
|  | Congo            | Congo            | 0 (4)            | 0 (4)            | Mali     | Mali     | 0 (5)        | 0 (5)        |                               |                               |                               |                               |        |        |        |        |
|  |                  |                  |                  |                  | Mali     | Mali     | 0 (5)        | 0 (5)        |                               |                               |                               |                               |        |        |        |        |
|  |                  |                  | Guinée           | Guinée           | 0 (4)    | 0 (4)    |              |              |                               |                               |                               |                               |        |        |        |        |
|  | Guinée           | Guinée           | Guinée           | Guinée           | 0 (4)    | 0 (4)    | 1            | 1            |                               |                               |                               |                               |        |        |        |        |
|  | Guinée           | Guinée           |                  |                  |          |          |              | 1            |                               |                               |                               |                               |        |        |        |        |
|  | Rwanda           | Rwanda           | 0                | 0                |          |          |              |              |                               |                               |                               |                               |        |        |        |        |
|  | Rwanda           | Rwanda           | 0                | 0                | Mali     | Mali     | 0            | 0            |                               |                               |                               |                               |        |        |        |        |
|  |                  |                  |                  |                  | Mali     | Mali     | 0            | 0            |                               |                               |                               |                               |        |        |        |        |
|  |                  |                  | Maroc            | Maroc            | 2        | 2        |              |              |                               |                               |                               |                               |        |        |        |        |
|  | Maroc            | Maroc            | Maroc            | Maroc            | 2        | 2        | 3            | 3            |                               |                               |                               |                               |        |        |        |        |
|  | Maroc            | Maroc            |                  |                  |          |          |              |              |                               |                               |                               |                               |        |        |        |        |
|  | Zambie           | Zambie           | 1                | 1                |          |          |              |              |                               |                               |                               |                               |        |        |        |        |
|  | Zambie           | Zambie           | 1                | 1                | Maroc    | Maroc    | 4            | 4            | Match pour la troisième place | Match pour la troisième place | Match pour la troisième place | Match pour la troisième place |        |        |        |        |
|  |                  |                  |                  |                  | Maroc    | Maroc    | 4            | 4            | Match pour la troisième place | Match pour la troisième place | Match pour la troisième place | Match pour la troisième place |        |        |        |        |
|  |                  |                  | Cameroun         | Cameroun         | 0        | 0        |              |              |                               |                               |                               |                               |        |        |        |        |
|  | RD Congo         | RD Congo         | Cameroun         | Cameroun         | 0        | 0        | 1            | 1            |                               |                               |                               |                               |        |        |        |        |
|  | RD Congo         | RD Congo         |                  |                  |          |          |              | 1            |                               |                               | Guinée                        | Guinée                        | 2      | 2      |        |        |
|  | Cameroun         | Cameroun         | 2                | 2                |          |          |              |              |                               |                               | Guinée                        | Guinée                        | 2      | 2      |        |        |
|  | Cameroun         | Cameroun         | 2                | 2                | Cameroun | Cameroun | 0            | 0            |                               |                               |                               |                               |        |        |        |        |
|  |                  |                  |                  |                  |          |          |              |              |                               |                               |                               |                               |        |        |        |        |

#### Quarts-de-finale
| 30 janvier 2021 | Mali                                                           | 0 - 0             | Congo                                                           | Stade Ahmadou-Ahidjo, Yaoundé   |                                 |
| 17 h 00 UTC+1   |                                                                | (0 - 0)           |                                                                 | Arbitrage : Peter Waweru Kamaku | Arbitrage : Peter Waweru Kamaku |
| 17 h 00 UTC+1   | I. Samaké · M. Kyabou · M. Samabali · M. Doumba · M. Coulibaly | Tirs au but 5 - 4 | P.M. Mapata · J. Ondongo · H. Binguila · Y. Mokombo · P. Ndzila | Arbitrage : Peter Waweru Kamaku | Arbitrage : Peter Waweru Kamaku |

| 30 janvier 2021 | RD Congo                    | 1 - 2   | Cameroun                                              | Complexe multisports de Japoma, Douala  |                                         |
| 20 h 00 UTC+1   | ( K. Kabangu) M. Lilepo 22e | (1 - 2) | 29e Y. N'Djeng (S.C. Banga ) · 42e F. Oukiné Tcheoude | Arbitrage : Mohamed Maarouf Eid Mansour | Arbitrage : Mohamed Maarouf Eid Mansour |

| 31 janvier 2021 | Maroc                                                                           | 3 - 1   | Zambie                      | Stade de la Réunification, Douala     |                                       |
| 17 h 00 UTC+1   | ( A. Hafidi) S. Rahimi 1re · ( A.Hafidi) M.A. Bemammer 8e · El Kaabi 39e (pen.) | (3 - 0) | 80e M. Phiri (A. Shamende ) | Arbitrage : Pacifique Ndabihawenimana | Arbitrage : Pacifique Ndabihawenimana |

| 31 janvier 2021 | Guinée       | 1 - 0   | Rwanda | Stade de Limbé, Limbé     |                           |
| 20 h 00 UTC+1   | M. Sylla 60e | (1 - 0) |        | Arbitrage : Samir Guezzaz | Arbitrage : Samir Guezzaz |

#### Demi-finales
| 3 février 2021 | Mali                                                                 | 0 - 0             | Guinée                                                        | Complexe multisports de Japoma, Douala |                              |
| 16 h 00 UTC+1  |                                                                      | (0 - 0)           |                                                               | Arbitrage : Mahmoud El Banna           | Arbitrage : Mahmoud El Banna |
| 16 h 00 UTC+1  | M. Coulibaly (en) · S. Kanouté · M. Samabaly · M. Kyabou · I. Samaké | Tirs au but 5 - 4 | M. Sylla · M. Bangoura · O. Camara · I.S. Camara · Y.G. Barry | Arbitrage : Mahmoud El Banna           | Arbitrage : Mahmoud El Banna |

| 3 février 2021 | Maroc                                                                                              | 4 - 0   | Cameroun | Stade de Limbé, Limbé          |                                |
| 20 h 00 UTC+1  | S. Bouftini 28e · ( A.Hafidi) S. Rahimi 40e · S. Rahimi 73e · ( H. El Moussaoui) M.A. Bemammer 82e | (2 - 0) |          | Arbitrage : Jean-Jacques Ndala | Arbitrage : Jean-Jacques Ndala |

#### Match pour la troisième place
| 6 février 2021 | Guinée                                          | 2 - 0   | Cameroun | Stade de la Réunification, Douala |                              |
| 20 h 00 UTC+1  | M. Sylla 9e · ( M. Coumbassa) M. Bangoura 45+1e | (2 - 0) |          | Arbitrage : Lahlou Benbraham      | Arbitrage : Lahlou Benbraham |

#### Finale
| 7 février 2021 | Mali                                           | 0 - 2   | Maroc                                                             | Stade Ahmadou-Ahidjo, Yaoundé |                          |
| 20 h 00 UTC+1  |                                                | (0 - 0) | 69e S. Bouftini (O. Namsaoui ) · 79e A. El Kaabi (M.A. Bemammer ) | Arbitrage : Peter Waweru      | Arbitrage : Peter Waweru |
| 20 h 00 UTC+1  | I. Samaké 6e · D. Diarra 79e · I. Samaké 90+3e |         | H. El Moussaoui 73e                                               | Arbitrage : Peter Waweru      | Arbitrage : Peter Waweru |

| CHAN 2020 : vainqueur Maroc 2e titre |

## Statistiques, classements et prix

### Classements des buteurs et des passeurs décisifs
| Rang | Buteur          | Club                 | Buts | Minutes jouées |
| ---- | --------------- | -------------------- | ---- | -------------- |
| 1    | Soufiane Rahimi | Raja Casablanca      | 5    | 512            |
| 2    | Ayoub El Kaabi  | Wydad Casablanca     | 3    | 531            |
| 3    | Morlaye Sylla   | Horoya Athlétic Club | 3    | 450            |

| Rang | Passeur          | Club                         | Passes | Minutes jouées |
| ---- | ---------------- | ---------------------------- | ------ | -------------- |
| 1    | Abdelilah Hafidi | Raja Casablanca              | 3      | 272            |
| 2    | Shafiq Kagimu    | Ouganda Revenue Authority SC | 2      | 270            |
| 3    | Ismaël Camara    | Wakriya Athletic Club        | 2      | 278            |

### Classements par équipe
| Rang | Club                             | Buts | Buts/match | Matchs joués |
| ---- | -------------------------------- | ---- | ---------- | ------------ |
| 1    | Maroc                            | 15   | 2.5        | 6            |
| 2    | Guinée                           | 9    | 1.5        | 6            |
| 3    | République Démocratique du Congo | 5    | 1.25       | 4            |
| 4    | Togo                             | 4    | 1.33       | 3            |
| 5    | Zambie                           | 4    | 1          | 4            |
| 6    | Cameroun                         | 4    | 0.67       | 6            |
| 7    | Burkina Faso                     | 3    | 1          | 3            |
| 7    | Ouganda                          | 3    | 1          | 3            |
| 7    | Tanzanie                         | 3    | 1          | 3            |
| 10   | Rwanda                           | 3    | 0.75       | 4            |
| 11   | Mali                             | 3    | 0.5        | 6            |
| 12   | Niger                            | 2    | 0.67       | 3            |
| 13   | Congo                            | 2    | 0.5        | 4            |
| 14   | Zimbabwe                         | 1    | 0.33       | 3            |
| 14   | Libye                            | 1    | 0.33       | 3            |
| 16   | Namibie                          | 0    | 0          | 3            |

| Rang | Club                             | Buts encaissés | Buts encaissés/match | Matchs joués |
| ---- | -------------------------------- | -------------- | -------------------- | ------------ |
| 1    | Congo                            | 2              | 0,5                  | 4            |
| 2    | Libye                            | 2              | 0.67                 | 3            |
| 2    | Burkina Faso                     | 2              | 0.67                 | 3            |
| 4    | Maroc                            | 3              | 0.5                  | 6            |
| 4    | Mali                             | 3              | 0.5                  | 6            |
| 4    | Guinée                           | 3              | 0.5                  | 6            |
| 7    | Rwanda                           | 3              | 0,75                 | 4            |
| 8    | Niger                            | 3              | 1                    | 3            |
| 9    | République Démocratique du Congo | 4              | 1                    | 4            |
| 9    | Zambie                           | 4              | 1                    | 4            |
| 11   | Namibie                          | 4              | 1.33                 | 3            |
| 11   | Tanzanie                         | 4              | 1.33                 | 3            |
| 13   | Zimbabwe                         | 5              | 1.67                 | 3            |
| 13   | Togo                             | 5              | 1.67                 | 3            |
| 15   | Cameroun                         | 8              | 1,33                 | 6            |
| 16   | Ouganda                          | 11             | 3.67                 | 3            |

### Meilleur joueur Total de la CHAN 2020
| Équipe | Joueur          |
| ------ | --------------- |
| Maroc  | Soufiane Rahimi |

### Homme du match
| Club                     | Score     | Club         | Joueur                                                         |
| Journée 1                | Journée 1 | Journée 1    | Journée 1                                                      |
| ------------------------ | --------- | ------------ | -------------------------------------------------------------- |
| Cameroun                 | 1 - 0     | Zimbabwe     | Ako Assomo ( AS Fortuna Yaoundé)                               |
| Mali                     | 1 - 0     | Burkina Faso | Ibourahima Sidibé ( AS Real Bamako)                            |
| Libye                    | 0 - 0     | Niger        | Abdoul Moumouni ( Union sportive de la Gendarmerie nationale)  |
| RD Congo                 | 1 - 0     | Congo        | Henoc Inonga Baka ( Daring Club Motema Pembe Imana)            |
| Maroc                    | 1 - 0     | Togo         | Soufiane Rahimi ( Raja Casablanca)                             |
| Rwanda                   | 0 - 0     | Ouganda      | Fitina Omborenga ( Armée patriotique rwandaise Football Club)  |
| Zambie                   | 2 - 0     | Tanzanie     | Collins Sikombe ( NAPSA Stars F.C.)                            |
| Guinée                   | 3 - 0     | Namibie      | Morlaye Sylla ( Horoya Athlétic Club)                          |
| Journée 2                |           |              |                                                                |
| Cameroun                 | 1 - 1     | Mali         | Moussa Kyabou ( Union sportive du Cercle de Kita)              |
| Burkina Faso             | 3 - 1     | Zimbabwe     | Ismahila Ouédraogo ( AS Douanes Ouagadougou)                   |
| Libye                    | 1 - 1     | RD Congo     | Abdullah Abdulrahman ( Al-Ittihad Tripoli)                     |
| Congo                    | 1 - 1     | Niger        | Mick Itali Ossete ( Diables noirs de Brazzaville)              |
| Maroc                    | 0 - 0     | Rwanda       | Abdelkrim Baadi ( Renaissance sportive de Berkane)             |
| Ouganda                  | 1 - 2     | Togo         | Ismaïl Ouro-Agoro ( ASKO de Kara)                              |
| Zambie                   | 1 - 1     | Guinée       | Morlaye Sylla ( Horoya Athlétic Club)                          |
| Namibie                  | 0 - 1     | Tanzanie     | Faridi Mussa ( Young Africans Football Club)                   |
| Journée 3                |           |              |                                                                |
| Burkina Faso             | 0 - 0     | Cameroun     | Hamed Belem ( Rahimo FC)                                       |
| Zimbabwe                 | 0 - 1     | Mali         | Moussa Ballo ( AS Real Bamako)                                 |
| Congo                    | 1 - 0     | Libye        | Hardy Binguila ( Diables noirs de Brazzaville)                 |
| Niger                    | 1 - 2     | RD Congo     | Ibrahim Issa ( Sahel Sporting Club)                            |
| Ouganda                  | 2 - 5     | Maroc        | Soufiane Rahimi ( Raja Casablanca)                             |
| Togo                     | 2 - 3     | Rwanda       | Jacques Tuyisenge ( Armée patriotique rwandaise Football Club) |
| Namibie                  | 0 - 0     | Zambie       | Collins Sikombe ( NAPSA Stars F.C.)                            |
| Tanzanie                 | 2 - 2     | Guinée       | Victor Kantabadouno ( Wakriya Athletic Club)                   |
| Quarts de finale         |           |              |                                                                |
| Mali                     | 0 - 0     | Congo        | Sadio Kanoute ( Stade malien)                                  |
| RD Congo                 | 1 - 2     | Cameroun     | Ako Assomo ( AS Fortuna Yaoundé)                               |
| Maroc                    | 3 - 1     | Zambie       | Mohamed Ali Bemmamer ( Ittihad Riadhi de Tanger)               |
| Guinée                   | 1 - 0     | Rwanda       | Morlaye Sylla ( Horoya Athlétic Club)                          |
| Demi-finales             |           |              |                                                                |
| Mali                     | 0 - 0     | Guinée       | Sadio Kanoute ( Stade malien)                                  |
| Maroc                    | 4 - 0     | Cameroun     | Soufiane Rahimi ( Raja Casablanca)                             |
| Match pour la 3ème place |           |              |                                                                |
| Guinée                   | 2 - 0     | Cameroun     | Morlaye Sylla ( Horoya Athlétic Club)                          |
| Finale                   |           |              |                                                                |
| Mali                     | 0 - 2     | Maroc        | Anas Zniti ( Raja Casablanca)                                  |

### Équipe-types
| Gardiens        | Défenseurs                                                         | Milieux                                 | Attaquants                                              |
| --------------- | ------------------------------------------------------------------ | --------------------------------------- | ------------------------------------------------------- |
| Haschou Kerrido | Issiaka Samaké Pierre Etame Abdelmounaim Boutouil Fitina Omborenga | Moussa Kyabou Morlaye Sylla Mick Ossété | Yendoutie Richard Nane Emmanuel Chabula Soufiane Rahimi |

| Gardiens   | Défenseurs                                                              | Milieux                                           | Attaquants                                   |
| ---------- | ----------------------------------------------------------------------- | ------------------------------------------------- | -------------------------------------------- |
| Anas Zniti | Issiaka Samaké Yacouba Doumbia Abdelmounaim Boutouil Hamza El Moussaoui | Yahya Jabrane Sadio Kanoute Yakhouba Gnagna Barry | Morlaye Sylla Soufiane Rahimi Ayoub El Kaabi |

### Autres récompenses
| Prix                  | Lauréat         |
| --------------------- | --------------- |
| Meilleur gardien      | Anas Zniti      |
| Meilleur jeune joueur | Morlaye Sylla   |
| Meilleur entraîneur   | Houcine Ammouta |
| Prix du fair-play     | Mali            |

| Classement | But et buteur                                                                                        |
| ---------- | --- |
| 1          | But de Yendoutie Richard Nane pour le Togo contre l'Ouganda, lors du premier tour.                   |
| 2          | But de Saidi Kyeyune pour l'Ouganda contre le Togo, lors du premier tour.                            |
| 3          | But de Masasi Obenza pour la République Démocratique du Congo contre la Libye, lors du premier tour. |

## Aspects socio-économiques

### Sponsoring
En juillet 2016, Total a annoncé avoir passé un accord de sponsoring avec la Confédération africaine de football. Total sera désormais le « sponsor titre » des compétitions organisées par la CAF. L’accord vaut pour les huit années suivantes, soit jusqu'en 2024, et concernera les dix principales compétitions organisées par la CAF.

### Marketing

#### Mascotte
Le 14 décembre 2019, le Comité d'organisation a présenté "Tara", la mascotte du prochain championnat d’Afrique des nations, qui est censée représenté un Lion, afin de rappeler l’image de l’équipe nationale de football du Cameroun. Toutefois, un grand nombre de camerounais ne partagent pas le même avis. En effet, ils considèrent que "Tara" ne représente pas réellement "le roi de la forêt". Plusieurs protestations et objections fusent de toutes parts afin de rejeter ce choix fait par le jury du concours de désignation de la mascotte du CHAN 2020.

#### Musique officielle
Cet hymne a été écrit et chanté par la camerounaise Jane Mary Ihims. Il a pour titre « On est tous champions ». Pour l’artiste, les 16 nations qui participeront à la compétition sont toutes championnes avant le début.

## Liste des diffuseurs
- France : Bein Sports France
- États-Unis : Bein Sports USA
- Moyen Orient et Afrique du Nord : Bein Sports MENA
- Asie du Sud-Est et Océanie : 
  - Bein Sports Asie-Pacifique : 
    -  Hong Kong : HK Bein Sports
    -  Indonésie : Indo Bein Sports
    -  Thaïlande : Thai Bein Sports
    -  Australie : Aus Bein Sports
- Afrique Sub-Saharienne : 
  - Canal+ Sport
  - StarTimes Sports
  -  Bénin : ORTB
  -  Côte d'Ivoire : RTI (Live)
  -  Kenya : KBC
  -  Angola : TPA
  -  Cameroun : 
    - DBS
    - Cameroon Radio Television

  -  Burkina Faso : RTB (Live)
  -  République du Congo : Télé Congo
  -  République démocratique du Congo : Radio-Télévision nationale congolaise
  -  Gambie : GRTS
  -  Ghana : GBC
  -  Guinée : RTG
  -  Mali : ORTM Mali
  -  Madagascar : ORTM Madagascar
  -  Namibie : NBC
  -  Niger : Télé Sahel
  -  Rwanda : Rwanda TV
  -  Sénégal : RTS
  -  Tanzanie : Azam TV
  -  Togo : TVT